# Shajing, Gansu
Shajing (kinesiska: 沙井) är en köping i nordvästra Kina. Den ligger i stadsdistriktet Ganzhou i staden Zhangye i provinsen Gansu, omkring 460 kilometer nordväst om provinshuvudstaden Lanzhou. Antalet invånare är 34 393. Befolkningen består av 16 546 kvinnor och 17 847 män. Barn under 15 år utgör 17,0 %, vuxna 15-64 år 75 %, och äldre över 65 år 6,0 %.